# Крестовая (Якутия)
Крестовая — деревня в Нижнеколымском улусе Республики Якутии Российской Федерации. Входит в Походский наслег.

## География
Деревня расположена на севере района, на правом берегу реки Ватапваам, соединяющей озеро Ватапваамгыткин и Восточно-Сибирское море, к северо-западу от мыса Крестовый.
Крестовая расположена в 225 км от центра улуса Черского и в 180 километрах от центра наслега Походска.

## Флора и фауна
Деревня находится у ресурсного резервата «Курдигино-Крестовая», где ведется наблюдение за белыми медведями.

## Население
| 2001 | 2002 | 2010 | 2021 |
| ---- | ---- | ---- | ---- |
| 4    | ↘0   | →0   | →0   |